# Intercolegial de Bandas e Fanfarras
O Intercolegial de Bandas e Fanfarras é um evento cultural e educacional realizado anualmente em Salvador, promovido pela Secretaria da Educação do Estado (SEC-BA), que tem como objetivo promover a integração entre escola e comunidade por meio da música, da disciplina e da cultura da paz. Nele, ocorre o encontro de bandas marciais, que se apresentam e concorrem em disputa.